# Armand-Emmanuel du Plessis de Richelieu
 (janvier 2014).
Pour les articles homonymes, voir Armand du Plessis, Jean du Plessis (homonymie), Plessis (homonymie), Richelieu et duc de Richelieu.
Armand Emmanuel Sophie Septimanie de Vignerot du Plessis, 5e duc de Richelieu et 7e duc de Fronsac (Paris, 25 septembre 1766 - Paris, 17 mai 1822) est un homme politique et militaire français.
Il est le deuxième président du Conseil des ministres en titre de l'histoire de France.

## Biographie
Fils de Louis-Antoine de Vignerot du Plessis, duc de Fronsac, et de Adélaïde d'Hautefort, il est le petit-fils du maréchal de Richelieu, celui aussi d'Emmanuel Dieudonné de Hautefort, marquis d'Hautefort, seigneur de Champien, ambassadeur du Roi Louis XV près la Cour d'Autriche.
Resté sans postérité, il est le dernier représentant de sa famille, la famille de Vignerot, représentée après lui par ses deux sœurs, la marquise de Montcalm et la marquise de Jumilhac.

### Au service de Louis XVI
En 1785, il entre dans les régiments de dragons de la reine Marie-Antoinette d'Autriche, puis devint premier gentilhomme de la Chambre du roi Louis XVI.
Titré alors comte de Chinon, il est marié à l'âge de quinze ans à Rosalie de Rochechouart Faudoas, une enfant de douze ans qui souffrait d'une malformation. Les deux (très) jeunes époux sont séparés après la cérémonie de mariage et Armand-Emmanuel entreprend un tour de France et de Suisse avec son gouverneur-précepteur. Devenue bossue à l'âge de 14 ans, sa femme redoute que son mari, parti plusieurs années, prenne en horreur cette difformité.
Capitaine au sein du régiment des hussards, il se trouve à Paris quand est lancée la marche sur Versailles.

### Gouverneur d'Odessa

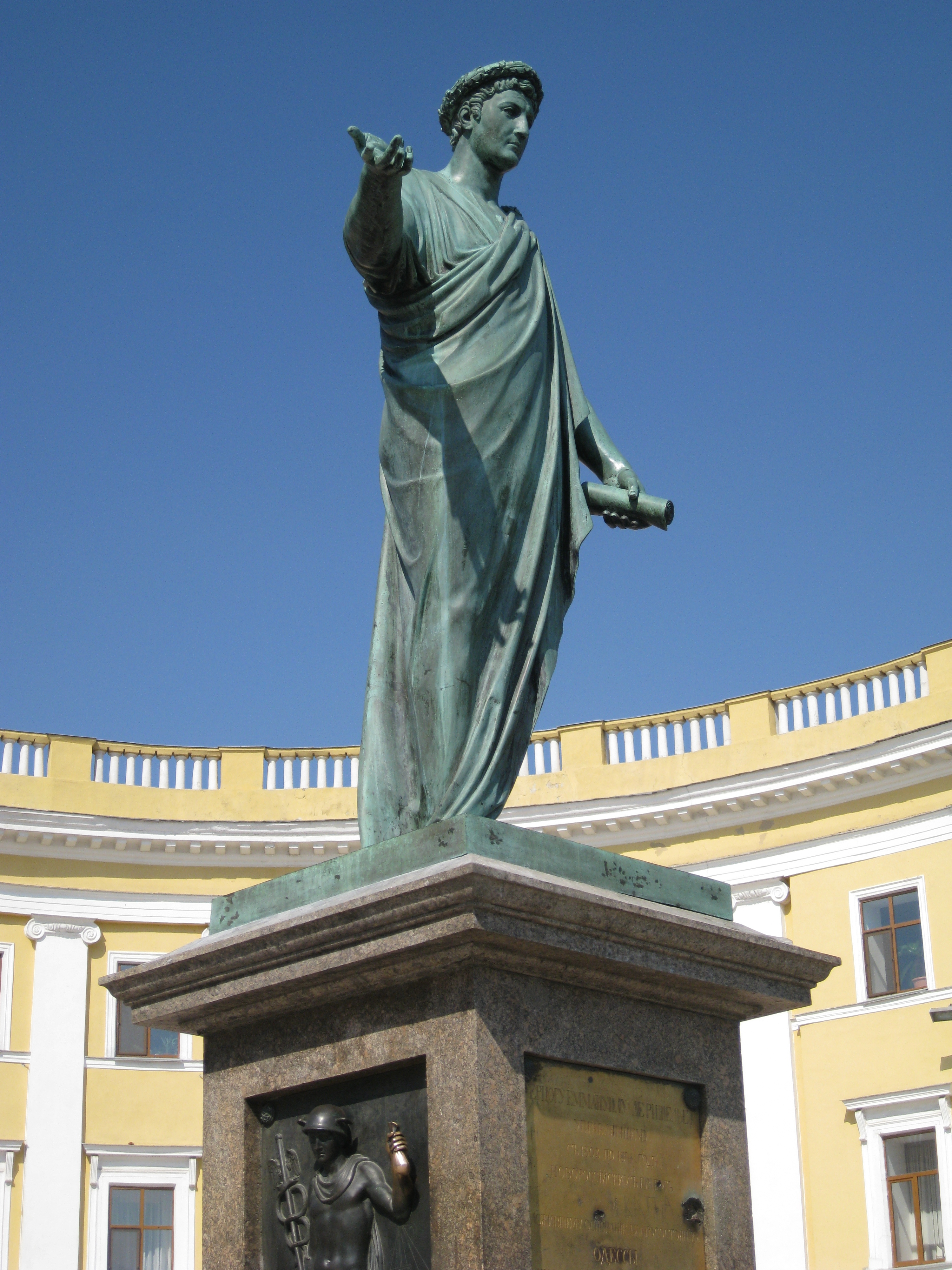
Statue du duc de Richelieu à Odessa, réalisée par Ivan Martos.

À la demande de Marie Antoinette, il quitte Paris en 1790 pour Vienne, afin de s'entretenir avec l'empereur Joseph II, frère de la souveraine, sur les développements de la Révolution.
L’Empereur étant mort avant son arrivée, il se rend à Francfort pour assister au couronnement de son successeur Léopold II, qu'il suit à Vienne, et de là rejoint l'armée russe en compagnie du prince de Ligne et du comte de Langeron. Ils atteignent à temps le quartier général de l'armée russe basé à Bender (Tighina) en Bessarabie pour participer à la prise de la ville d'Izmaïl par le général Souvorov. Richelieu est décoré par Catherine II de l'ordre de Saint-Georges, avec épée d'or.
Après un retour à Paris pour servir Louis XVI puis des missions de diplomate à Vienne, il s'engage dans l'armée des émigrés menée par Condé.
Après les défaites de cette dernière, Catherine II lui propose de s'engager au sein de sa propre armée ; il accepte et devient rapidement général de corps d'armée. Il sert dans l'armée russe avec son cousin germain, Charles Chapt de Rastignac.
Il est contraint de démissionner en raison d'intrigues menées par ses rivaux.
En 1801, le tsar Alexandre Ier, qui succède à son père Paul Ier, le nomme gouverneur de la ville d'Odessa et de la Nouvelle Russie (Novorossiya en russe.), région qui englobait tout le Sud de la Russie et qu'il fallait coloniser et peupler, poste qu'il conserve jusqu'en 1814.
Il est reconnu comme l'artisan du développement de la ville d'Odessa, petit village qu'il a transformé en capitale de cette province conquise sur les Ottomans. La « perle de la mer Noire » garde encore en souvenir sa statue en haut de l'escalier qui domine le port. Il reste une figure particulièrement populaire auprès de la population de cette ville, en ce début de XXIe siècle[réf. nécessaire].
Entre 1806 et 1807, il mène plusieurs expéditions dans le Caucase lors des guerres contre l'Empire ottoman et participe à la conquête de la Circassie et de la Bessarabie.
En 1812, alors que la France et la Russie se déclarent la guerre, Richelieu est sur le point de rejoindre la Volhynie, où sont basées ses troupes et ainsi rejoindre l'armée russe. C'est à ce moment-là que la peste fait son apparition à Odessa. Au lieu d'abandonner la ville pour prendre le commandement militaire où il était appelé par le Tsar, il reste auprès de la population pour la soutenir contre le fléau qui la décime. Au bout de deux ans, le gouverneur parvient par ses mesures à l'éradiquer totalement. Entre-temps, l'armée russe, alliée à la Prusse et l'Autriche, repoussant les armées napoléoniennes, est entrée en France. Il décide alors de rejoindre les troupes russes et de rentrer en France. Il regrette toujours de ne pas pouvoir retourner en Russie, où il était resté quinze ans.
Entre 1808 et 1811, il fait édifier la première villa européenne avec un jardin exotique à Oursouf, villa qui existe toujours, dans le parc de l'établissement de cure Pouchkino, à cent mètres de la mer.

### Les ministères Richelieu

#### Soutenir la Restauration en neutralisant les ultras
Quand il rentre en 1814, Louis XVIII occupe le trône de France. Richelieu est accueilli par le Roi qui le rétablit dans ses anciennes charges : il est nommé pair de France et premier gentilhomme de la Chambre.
Quand Napoléon Ier revient de l'île d'Elbe, Richelieu accompagne Louis XVIII, sur le chemin de Gand, jusqu'à Lille, puis rejoint le tsar Alexandre Ier au congrès de Vienne, afin de défendre la cause du Roi auprès des princes étrangers. Ami personnel du tsar, il exerça sur lui une grande influence au sein du Conseil des alliés.
Après Waterloo, à la seconde Restauration, il revient au service du roi.
Bien que ses biens aient été confisqués sous la Révolution, il n'en garde aucun ressentiment à l'égard des précédents régimes, contrairement à une grande majorité des émigrés, mais refuse cependant d'entrer dans le cabinet de Talleyrand, arguant que son long éloignement du territoire français ne lui donnait pas les connaissances nécessaires pour assumer de hautes responsabilités.

##### Nomination

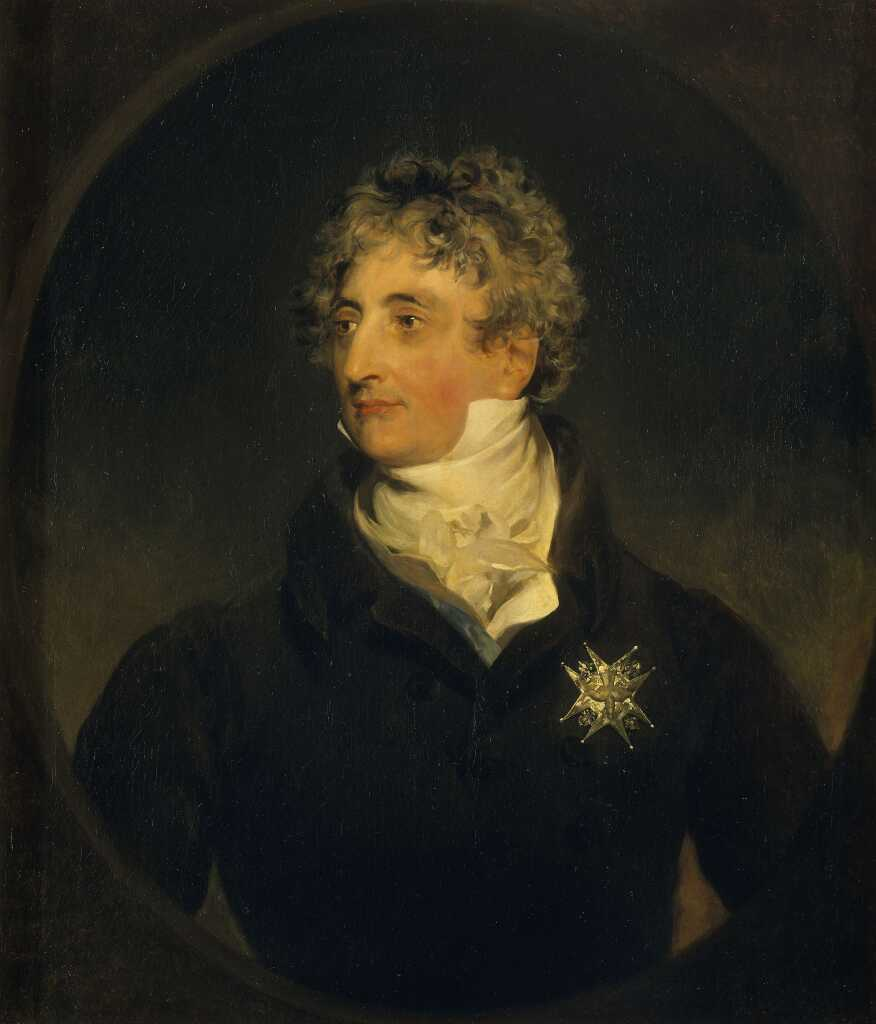
Le duc de Richelieu, vers 1822.

Après la démission de Talleyrand, Richelieu accepte finalement, sous l'insistance du roi et surtout du tsar, de devenir chef du gouvernement, bien qu'il avoue lui-même ne connaître aucun des visages qui le composent.
Le 24 septembre 1815, il est nommé président du Conseil et ministre des Affaires étrangères ; Talleyrand persifla : « Bon choix assurément, c'est l'homme en France qui connaît le mieux la Crimée ! ».
Ceci entre effectivement en compte dans les raisons de sa nomination, et dès lors « la carte russe » remplace l'alliance anglaise symbolisée par Talleyrand. Richelieu bénéficie de plus d'une réputation d'intégrité qui faisait défaut à son prédécesseur, enfin, comme Louis-Philippe, cet émigré n'avait jamais porté les armes contre son pays.
La mission immédiate qui incombe à ce président du Conseil inexpérimenté est pourtant loin d'être aisée. Le traumatisme laissé par les Cent-Jours incite les royalistes à l'intransigeance, sinon à la violence, alors que le personnel politique formé les 25 années précédentes est contraint de disparaître. Dans un tel climat, la stabilisation intérieure comme le redressement diplomatique de la France s'avèrent autant de tâches délicates pour lui.
Son premier ministère (au sens de gouvernement) marque un tournant à droite en comparaison du précédent. À l'exception du génois Corvetto aux finances, il est exclusivement composé de victimes de l'arbitraire révolutionnaire ou impérial, comme du Bouchage à la Marine, Vaublanc à l'Intérieur et Barbé-Marbois à la Justice, ou de fidèles des Cent-Jours, comme Clarke à la Guerre et Decazes à la Police.

##### Le second traité de Paris
La première tâche de Richelieu est donc la négociation du traité de paix avec les Alliés, dont les Cent-Jours ont raffermi les positions face à une France décidément incorrigible. Les puissances victorieuses tiennent absolument à mettre la grande nation sous la tutelle de la récente « quadruple alliance ».
L'appui du tsar Alexandre Ier lui permet d'obtenir quelques concessions, bien maigres face la sévérité du traité, signé le 20 novembre 1815 : la France est ramenée à ses frontières de 1790, doit subir une occupation militaire d'au moins trois ans, et acquitter une indemnité de guerre de 700 millions de francs. Est également mise sur pied une conférence des ambassadeurs, deux fois par semaine, durant laquelle les représentants de la quadruple alliance à Paris statuent de la progression de la situation intérieure française et en réfèrent à leurs cours : la libération du territoire dépend donc en partie de la politique intérieure menée par le président du Conseil. Cette mesure, comme le reste du traité, est perçue comme particulièrement humiliante par le duc de Richelieu.
À la suite de sa signature, il aurait confié à Barante, ex-sous-préfet de l'Empire devenu directeur général des Contributions indirectes : « On mérite de porter sa tête à l'échafaud quand on est Français et qu'on a mis son nom au bas d'un pareil traité ».

##### L'épuration

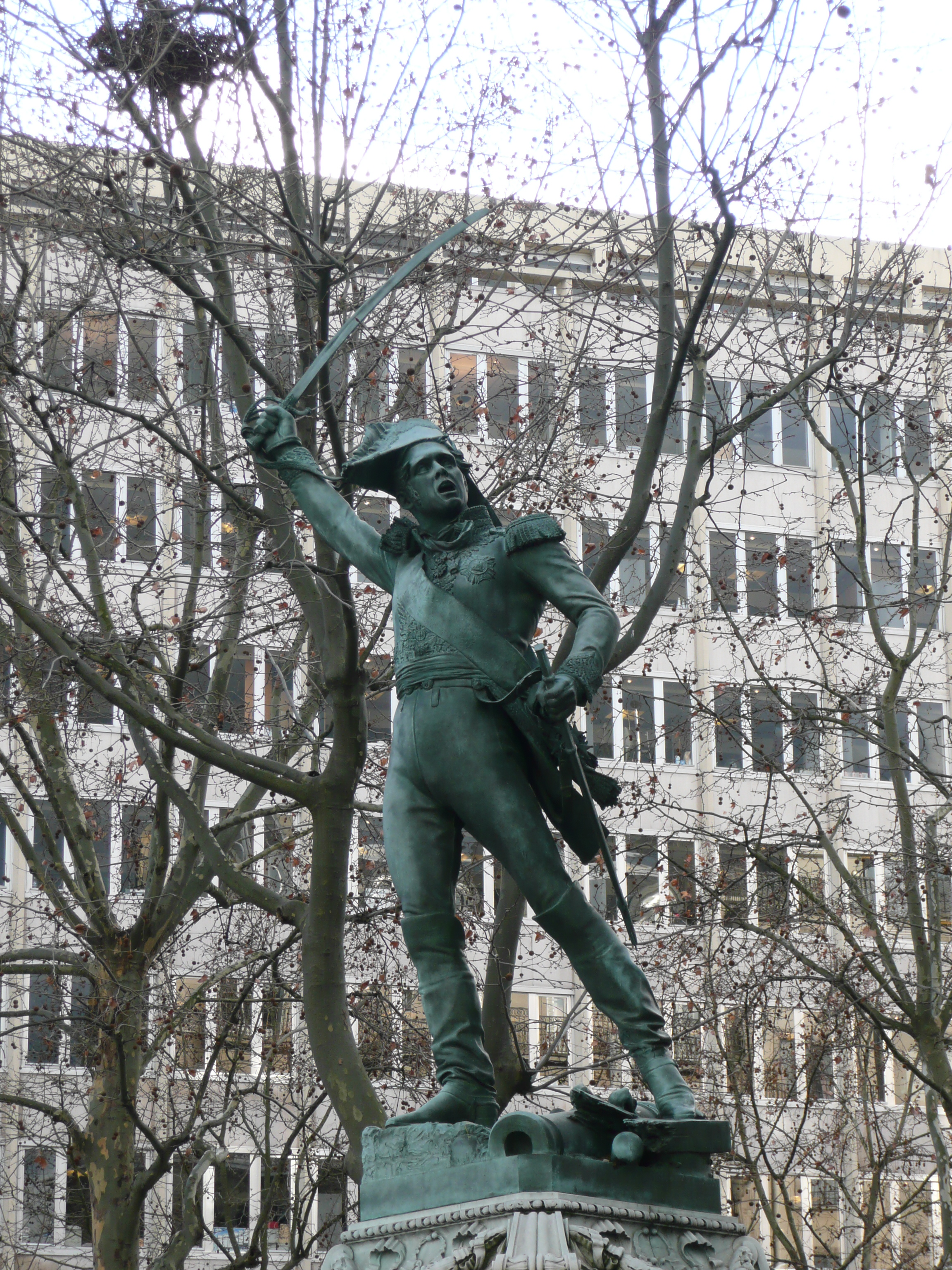
Statue du maréchal Ney, à Paris, non loin du lieu de son exécution.

Richelieu comme Decazes n'apprécient guère les ultras de la « Chambre introuvable » ; tous deux ont servi des empires autoritaires, et voient ceux-ci comme une entrave potentielle à la bonne marche de leur gouvernement, dont les prétentions aristocratiques ne sont pas sans leur rappeler la Fronde ou le Parlement du XVIIIe siècle.
Le gouvernement et la Chambre se trouvent toutefois provisoirement en accord en ce qui concerne la répression des partisans des Cent-Jours.
Ainsi, le 29 octobre 1815, la loi de Sûreté générale, suspendant provisoirement les libertés individuelles, présentée par Decazes, est acceptée sans modification.
Le 9 novembre, et cette fois-ci après moult modifications de la part de la Chambre, c'est la loi sur les cris et écrits séditieux, présentée originairement par Barbé-Marbois, qui est votée.
Ce dispositif, qualifié de « terreur légale », se poursuit, et 70 000 arrestations sont effectuées, ainsi que 9 000 condamnations politiques et 60 000 fonctionnaires destitués.
Brusqué par les « ultras », Richelieu décide même d'intervenir dans l'affaire du maréchal Ney, remettant à la Pairie le soin de condamner à mort ce symbole du bonapartisme, réclamant une « éclatante réparation ».

##### La loi d'amnistie et l'opposition ultra
Le lendemain même de l'exécution de Ney, jugeant l'occasion propice d'entamer une période de paix civile, Richelieu porte sa loi d'amnistie à la Chambre des députés. C'est probablement la discussion et le vote de cette loi qui marquent la rupture définitive entre le Conseil et la Chambre, pour qui la chasse aux comploteurs des Cent-Jours reste prioritaire.
Dès lors, de plus en plus organisée derrière Villèle, Corbière ou le comte d'Artois, les parlementaires entament une véritable guerre de popularité contre le ministère Richelieu. Le président du Conseil est rapidement perçu comme inconscient de la situation réelle de la France après 25 années d'exil et manipulé par son ministre de la Police.
Le projet de loi de Richelieu, reprenant la liste de coupables de Fouché, ne prévoit le maintien des poursuites que pour 19 personnes, et le bannissement de 38 ainsi que de la famille Bonaparte. La majorité ultra le rejette et entend mener à la place le procès public des Cent-Jours, seule façon d'achever selon eux l'épuration de la France révolutionnaire. Ils choisissent de remplacer cette liste nominative par des catégories de coupables à excepter de l'amnistie. Le vote final du 12 janvier rejettera les catégories mais adoptera d'autres mesures de la Chambre, comme le bannissement des régicides relaps.

##### La loi électorale et le budget
Le combat entre la majorité et le Conseil se poursuit sur les autres projets de loi présentés dans cette période.
Corvetto, ministre des Finances, propose le 22 décembre sa loi sur le budget qui vise, sans trop augmenter les recettes, à acquitter les frais et verser l'indemnité d'occupation ainsi qu'à indemniser les créanciers de la Révolution et de l'Empire. Il propose l'émission d'obligations gagées sur la vente d'anciens bois du clergé, idée bien évidemment scandaleuse pour la Chambre. Celle-ci fait traîner les discussions sur la question de la loi électorale afin de faire pression sur Richelieu, impatient d'acquitter les frais d'occupation.
Les articles de la Charte relatifs aux élections ont en effet été soumis à révision par Talleyrand dans l'été 1815 ; ils concernent la définition de l'assiette du corps électoral (cens d'élection et d'éligibilité), le mode de scrutin et la durée de la législature.
Pour Richelieu, il s'agit de « la brèche où il faut vaincre ou mourir » (écrira-t-il à Decazes). En effet, le déplacement du cens de quelques centaines de francs peut ajouter ou exclure du scrutin la moyenne bourgeoisie (censitaires de 300 à 500 francs) et dont le nombre dépasse largement celui des électeurs au-dessus de 500 francs, principal foyer de l'ultraroyalisme.
Les ultras voient bien évidemment là le moyen du Ministère pour se débarrasser de la « Chambre introuvable ». Loin de demander une augmentation du cens, mesure logique mais impopulaire, Villèle préconise au contraire son abaissement à 50 francs, permettant à la paysannerie aisée, autre soutien aux ultras, l'accession au vote.
De cette lutte paradoxale où les ministres progressistes défendent les droits historiques de l'ancienne dynastie et les nobles les plus réactionnaires ceux d'un parlementarisme qu'ils ont toujours combattu, aboutit le 6 mars à un vote de la Chambre des députés, immédiatement cassé à la demande du Ministère par la Chambre des pairs.
La majorité refuse de s'incliner, de même que Richelieu, et l'assiette électorale reste au statu quo de 1815.

##### La dissolution de la «Chambre introuvable»
C'est Decazes qui, le premier, préconise la dissolution de la Chambre. Celui-ci, après avoir fédéré une majorité de rechange autour du Ministère parmi la minorité parlementaire, s'attèle à convaincre les autres ministres. Richelieu a menacé de démissionner pour contraindre le roi à remplacer Vaublanc, trop proche des ultras, par Lainé, tout en sacrifiant en contrepartie Barbé-Marbois remplacé par Dambray. La tâche est donc facilitée pour Decazes, les ultras ayant perdu leur principal appui ministériel. Richelieu et ses ministres se laissent rapidement convaincre durant l'été 1816.
Après avoir refusé puis hésité, Louis XVIII accepte et signe le 5 septembre 1816 l'ordonnance annonçant l'élection d'une nouvelle Chambre des députés.

#### «Royaliser la Nation, nationaliser la Royauté» (septembre 1816 - décembre 1818)

##### L'élimination desultraset la réaffirmation du pouvoir royal
Dès lors, le Ministère s'attèle à maintenir l'alliance entre « la volonté royale et l'opinion nationale ». C'est dans la Charte qu'elles se rencontrent et c'est bien par elle que Richelieu et ses ministres veulent gouverner.
Pour ce faire, il convient d'en finir avec les ultras. Ayant perdu leur majorité à la Chambre, qui se compose dorénavant de 150 députés royalistes dévoués, dans l'immédiat, au Ministère contre seulement 100 sièges pour Villèle et ses partisans, ils occupent toujours des places importantes dans l'administration du nouveau régime. C'est une politique de « fermeture à droite » que va donc opérer le Ministère.
En son sein même tout d'abord, excluant les derniers ministres proches de l'« ultracisme » au profit d'hommes de la France nouvelle, issus le plus souvent de la hiérarchie napoléonienne. Ainsi Pasquier, ancien préfet de Police de l'Empire, remplace-t-il en janvier 1817 Dambray à la Justice, coupable d'avoir critiqué à la Chambre le projet de loi d'élection.
Le 13 juin, le maréchal de Gouvion-Saint-Cyr devient ministre de la Marine à la place de Dubouchage, puis succède, le 12 septembre, à Clarke à la Guerre, lui aussi proche des ultras, laissant la Marine à Molé. Ainsi tous les ministres, à l'exception de Richelieu, ont servi sous l'Empire. Rien d'étonnant dès lors à ce que les habitudes centralisatrices et autoritaires de ceux-ci soient mises au profit d'une « épuration administrative » du parti ultra.
C'est sous l'impulsion de Decazes que les préfets ultras sont progressivement déplacés ou destitués. Il rencontre toutefois les scrupules de Richelieu et de Lainé, ce dernier surtout perturbé par les agissements du ministre de la Police sur son propre domaine.
Decazes, bénéficiant de l'appui royal, arrive rapidement à ses fins et, lorsqu'il n'y parvient pas, peut contrôler, via son vaste réseau d'agents, les préfets suspects. Une fois la réappropriation des préfets effectuée, le Ministère en renforce les pouvoirs dans une série d'ordonnances de 1817 à 1818. Ces mesures sont défendues par les ministres comme l'extension et la réaffirmation de l'autorité royale, bénéfiques aux communes, contre les différents corps qui tentent de s'interposer entre le Roi et elles.
Naturellement, la censure de la presse est maintenue jusqu'en 1818, retirant là encore un terrain d'expression et de pouvoir à leurs ennemis.
Enfin, c'est au parlement qu'il faut consolider le pouvoir ; le Ministère s'assure une majorité de manœuvre via les pressions qu'il exerce. Ainsi en 1816, plus de la moitié des présidents de collèges électoraux nommés par le roi sont élus, ceux-ci étant par ailleurs — le cumul est autorisé — le plus souvent fonctionnaires : ils savent qu'ils dépendent totalement du gouvernement.
Le Ministère va également de plus en plus tenter de séduire la minorité libérale, bourgeoise, de l'assemblée, qualifiée de « doctrinaire » dès 1816, composée alors d'une douzaine de membres dont Guizot, Royer-Collard, Barante et Camille Jordan.

##### Gouverner avec les libéraux
Deux lois symbolisent alors la tournure libérale du Ministère, les lois d'élection et de recrutement.
La première, que Rémusat qualifie d'« acte d'investiture de la classe moyenne comme classe gouvernante », est présentée par Lainé le 28 novembre 1816. Le projet rassemble plusieurs idées déjà avancées par le Ministère en février 1816, avant que l'opposition ultra ne le contraigne à l'abandon. Elle prévoit la réunion en un collège unique, chef-lieu de département, des contribuables âgés de plus de 30 ans et payant plus de 300 francs de contribution pour une élection directe (le cens).
Là encore, évidemment, les ministres se heurtent à l'opposition ultra, devenue minoritaire à l'assemblée. Face à eux, les doctrinaires et les modérés défendent la nouvelle notion de l'électeur « capacitaire », qui, par sa fortune, preuve de ses compétences, garantit la qualité de son choix. Les ultras, tout en conservant la ligne qui était leur quelques mois plus tôt, proposent tout d'abord un suffrage universel à deux degrés, hérité de l'Empire, où le peuple tout entier est invité à choisir parmi les 600 plus imposés du département, solution selon eux à la fois plus démocratique et plus aristocratique.
Puis Bonald propose à chaque commune de désigner un grand électeur (qui seraient donc au nombre de 40 200), élisant eux-mêmes les députés, sans tenir compte de la taille des communes. Rapidement et paradoxalement, ceux-ci sont accusés, en vantant le suffrage universel, d'amener le retour au désordre et à la violence révolutionnaire.
La loi sera finalement votée telle quelle à la Chambre des députés par 132 voix contre 100, puis à la Chambre des pairs par 92 voix contre 81. S'il se réjouit du coup porté aux ultras, Richelieu ne tarde pas à regretter cette mesure, trop libérale, trop révolutionnaire à son goût.
La loi du recrutement est quant à elle présentée le 29 novembre 1817 par Gouvion-Saint-Cyr. À ce moment, le Ministère est en pleine négociation avec les puissances alliées et le retrait des troupes d'occupation s'annonce proche. Il est donc nécessaire, dans ces conditions, de reconstruire au plus vite une armée, aux effectifs réellement insuffisants depuis le licenciement de l'armée de la Loire (on compte 117 000 hommes fin 1817, contre les 250 000 de l'armée impériale). L'article de la charte au sujet du recrutement reste, de plus, incomplet.
C'est donc une « armée nationale », qui est proposée au grand dam, encore une fois, des ultras. Il est question de recruter 40 000 hommes par an, via le tirage au sort (avec possibilité d'achat d'un remplaçant), pour atteindre un complet de paix de 240 000 soldats, renouant avec l'ancien système napoléonien. Gouvion Saint-Cyr cherche aussi à recruter les anciens combattants de l'armée de la Loire, « passant l'éponge » sur les événements de 1815. Enfin ce n'est plus au roi de nommer les officiers, mais un système d'avancement à l'ancienneté est mis en place du grade de lieutenant à celui de colonel.
Malgré la dénonciation par les ultras d'une loi « scélérate », favorisant « le passage d'une armée du Roi à une armée de la loi », le projet est voté et accepté le 12 mars 1818.
Ce tournant libéral est toutefois arrêté par les lois sur la presse. Si les doctrinaires avaient accepté face à la menace ultra la reconduite de la censure pour un an en février 1817, ils s'opposent vivement à sa prolongation passé ce délai. Leur soutien envers le Ministère et un Richelieu qui ne parvient pas à comprendre leurs principes « inapplicables dans la pratique » s'atténue dès lors.

##### L'affaire du Concordat
L'Église de France est, depuis 1815, gravement désorganisée, malgré le concordat de 1801. Si elle obtient de nombreuses concessions durant les premières années de la Restauration, son statut reste ambigu. Louis XVIII juge nulles et non avenues les négociations de Napoléon avec le Pape, tandis que Pie VII reconnaît le Concordat de 1801, signé avec son total consentement.
Après de difficiles tractations avec le Saint-Siège, Louis XVIII obtient gain de cause, un traité, négocié secrètement par Talleyrand, puis Richelieu et Lainé, remettant partiellement en vigueur le concordat de 1516. Les autres ministres, une fois mis au courant, le voient toutefois d'un mauvais œil. Les libertés gallicanes de 1802 sont en effet menacées. Pasquier insiste pour que le traité soit soumis à la Chambre sous forme d'un projet de loi.
Le gouvernement y rencontre naturellement l'opposition des doctrinaires, gagnant à eux une partie des députés gallicans. C'est pour une fois sur les députés ultras que comptent les ministres. Ceux-ci semblent dans un premier temps favorables, mais un bref du Pape déclarant déplacé de soumettre au vote une décision de Rome et appelant à s'opposer à la loi les fait changer de camp et le projet est annulé. Le gouvernement se met définitivement à dos avec cette affaire l'opposition des doctrinaires.

##### La libération du territoire
Depuis le traité de paix du 20 novembre 1815, la France est soumise au contrôle militaire et politique des puissances européennes. Si Richelieu s'efforce de contenter tous ses voisins aux desseins divers, il conçoit l'occupation du territoire comme gage de paiement des indemnités de guerre plus que comme moyen de surveillance de la France.
Aussi la question financière joue-t-elle le rôle le plus important. Depuis 1815, les récoltes sont compromises par les guerres, les sécheresses ou les pluies continuelles, et l'incapacité d'une partie de la population de subvenir à ses propres besoins, la hausse des prix, entretiennent la faible consommation. À cela s'ajoutent les funestes conséquences de la pauvreté, vols, pillages des marchés, attaques des convois de blés, etc.
Face à cette situation le gouvernement se lance à partir de 1817 dans une large politique d'emprunt. Dès 1817 sont créés 26 millions de rentes à 5 %, qui produisent 315 millions de francs. Ce sont ces emprunts qui, à eux seuls, payent les 3/5 des indemnités de guerre et acquitter ce qui reste des frais d'occupation. Pour la première fois, devant la réticence de la banque parisienne, des emprunts sont souscrits à l'étranger (Londres, Amsterdam). Ceux-ci sont alors revendus dans toute l'Europe, multipliant le nombre de particuliers intéressés au rétablissement du crédit en France et susceptibles de faire pression sur leur gouvernement.
Une première phase de retrait est alors opérée en février 1817, avec le départ de 30 000 hommes de l'armée d'occupation.
Restent à payer, entre autres, les dettes de guerre laissées par l'armée française à l'étranger. Richelieu, avec l'appui du tsar Alexandre, réussit à les limiter à 265 millions contre un milliard 600 millions de francs jusqu'ici exigés. L'emprunt est cette fois-ci effectué en France, auprès d'un consortium issu de la banque française (Laffitte, Pereire, Casimir Perier à sa tête). L'opération est là encore un véritable succès, mais insuffisant aux yeux des puissances alliées, d'où la décision de placer le reste de l'emprunt auprès de la banque londonienne.
En novembre 1818, les trois ans minimum d'occupation exigés par le traité de 1815 sont écoulés, aussi s'ouvre dès le mois de septembre le congrès d'Aix-la-Chapelle. Le 9 octobre, les cinq puissances signent la convention de libération de la France et le départ des troupes est fixé pour le 30 novembre, malgré quelques inquiétudes de celles-ci envers la poussée libérale qui gagne alors la France. Richelieu sort victorieux de ce traité, admirablement bien négocié.

##### La chute du ministère
Loin de calmer la situation politique intérieure, la réussite d'Aix-la-Chapelle signifie, pour les oppositions libérale et ultra, le début d'une ère nouvelle déployant d'autres possibilités sur le plan intérieur. Celles-ci se sont fortement développées et organisées durant l'année 1818. La première, sous le nom d'indépendants, à travers le journal la Minerve, passe rapidement de l'attaque des ultras à l'attaque du Pouvoir, et récolte près de 40 sièges aux élections de 1818. Si ce sont les principaux touchés par ce changement au sein de l'assemblée, les ultras obtiennent toutefois, avec leur journal, le conservateur Minerve blanche, mené par Chateaubriand, une arme efficace dans le combat d'opinion qui se déroule alors.
À cela s'ajoutent l'évolution et l'amplification des premières dissensions ministérielles. Les scrupules de Richelieu par rapport aux attaques envers les ultras, dont il partage le milieu et parfois les vues, se transforment en remords au fur et à mesure de leur affaiblissement.
Decazes pourtant continue sa politique « anti-ultra », utilisant pour parvenir à ses fins des méthodes particulièrement douteuses aux yeux du président du Conseil ; fort de ses pouvoirs de ministre de la Police, il n'hésite pas à recourir à la diffamation, amplifiant ou liant certaines affaires dans lesquelles peuvent être impliqués des individus proches de l'« ultracisme » (affaire de Lyon, conspiration du bord de l'eau, etc.).
Decazes va jusqu'à priver Monsieur le comte d'Artois, du commandement de la garde nationale par une ordonnance le 30 septembre 1818. Richelieu ne désavoue pas cette mesure mais commence à penser que la réconciliation avec les ultras est urgente pour le maintien du ministère, face à un ministre de la Police qui privilégie l'alliance avec les doctrinaires.
Deux tendances se dessinent alors, d'un côté les partisans d'un ministère de Centre-Droit, Richelieu et Lainé, de l'autre Decazes, Gouvion Saint-Cyr et Molé. Le 8 septembre, las des intrigues du ministère, le président du Conseil avait annoncé au roi son intention, une fois le territoire libéré, de quitter des fonctions qu'il n'avait jamais aimées. Bien involontairement, il laissait alors libre cours aux ambitions des uns et des autres, créant une situation d'incertitude au sein du ministère. À son retour d'Aix-la-Chapelle, il se rend compte que la gravité de la situation politique l'oblige à rester.
Pendant plus d'un mois les oppositions se manifestent au sein du Conseil des ministres et de la nouvelle session parlementaire. Après quelques divergences et intrigues autour des présidences et vice-présidences de la Chambre, les deux partis s'accusent d'intrigues déloyales.
Le 21 décembre Richelieu, Lainé et Molé (qui a alors changé de camp) déposent leur démission au roi, immédiatement suivis par Decazes et Pasquier. Louis XVIII hésite alors entre sauver Decazes, son favori, et un Richelieu dont le prestige est encore intact. Il accepte finalement d'éloigner Decazes et laisse le soin au duc de former un nouveau ministère, plus à droite, composé de certains chefs ultras, tel Villèle. Ce nouveau ministère ne dure que quelques jours, les dissensions du centre-droit avec la droite étant en fait beaucoup plus « creusées » que celles avec le centre-gauche.
Le 26 décembre, pour la deuxième fois, Richelieu remet sa démission à Louis XVIII, qui est cette fois-ci acceptée, et c'est Decazes qui est chargé de la formation du nouveau ministère.

#### Le second Ministère Richelieu (1820-1821)
Après l'assassinat du duc de Berry, Richelieu est rappelé aux affaires ; il préside une deuxième fois le Conseil des Ministres de 1820 à 1821, mais sous la pression des ultras d'un côté et des libéraux de l'autre et à la suite de la perte du soutien de Louis XVIII, il démissionne à nouveau le 12 décembre 1821.
Sous ce dernier ministère, il rétablit la censure sur les journaux par la loi du 31 mars 1820.
Il a pour successeur comme président du conseil Joseph de Villèle.
Il meurt d'apoplexie le 17 mai 1822, ne laissant aucun héritier direct. Une ordonnance royale transfère le titre de duc de Richelieu ainsi que la pairie, à son neveu Odet de Jumilhac.

### Écrits
- Le Duc de Richelieu - Correspondance et documents 1766-1822, 1887, Saint-Petersbourg, XV-669 pages, lire en ligne ;
- Lettres du Duc de Richelieu au marquis d'Osmond 1816-1818, publiées par Sébastien Charléty, 1939, Paris, NRF, VIII- 240 pages, lire en ligne

## Le château de Richelieu
En 1805, Napoléon Ier avait restitué au duc et à ses demi-sœurs, mesdames de Jumilhac et de Montcalm, le grand domaine qui portait leur nom, au château d'ampleur quasi-royale édifié en Poitou par Lemercier pour leur glorieux ancêtre. En 1792, cette demeure avait été vidée de son mobilier et de ses très importantes collections d'art par des saisies révolutionnaires (œuvres au musée du Louvre à Paris et dans ceux de Tours et d'Orléans) ; l'immense demeure était alors « très abîmée ».
En 1832, dix ans après la mort du duc, les héritiers Richelieu le vendirent au démolisseur Boutron, lié à un certain Pilté-Grenet, membre de la « Bande noire », syndicat de liquidateurs de grands domaines aristocratiques français en déshérence... qui démolit jusqu'en 1835 presque tous les bâtiments de ce véritable palais dont sa chapelle, pour en récupérer les matériaux, à l'exception du portail d'entrée, de l'orangerie, du « pavillon des chais » (restaurés), d'une glacière et du pavillon central de l'aile dite des écuries ; l'aile Est ne fut rasée qu'en 1900.

## Distinctions

### Décorations

#### Décorations françaises
- Chevalier de l'Ordre du Saint-Esprit (1818)
- Chevalier de l'Ordre de Saint-Michel (1818)
- Commandeur de la Légion d'honneur (décret du 29 avril 1821)[4].
  -  Officier de la Légion d'honneur (décret du 13 mai 1820)
  -  Chevalier de la Légion d'honneur (décret du 29 octobre 1817)
- Le duc de Richelieu a été nommé en 1816 membre de l'Académie française par ordonnance. Il occupa le fauteuil de Antoine-Vincent Arnault qui était exclu.

#### Décorations étrangères
- Chevalier de l'Ordre impérial et militaire de Saint-Georges (1790)

### Hommages

#### Lieux et appellations à Odessa en son honneur
- Statue du duc de Richelieu
- Rue Richelieu (Richelievskaïa) à Odessa
- Lycée Richelieu d'Odessa
- Grand-théâtre Richelieu (jusqu'en 1920)
- Jardin du duc (Dioukovski sad)
- Cinéma Le Duc en or (Zolotoï diouk)
- Duc d'or (uk), récompense du Festival international du film d'Odessa
- Champagne brut d'Odessa, Le Duc
- Cognac d'Odessa, Le Duc d'or
- Boîte de nuit d'Odessa Zolotoï diouk
- (ru) Le 20 octobre 2016, dans les locaux de l'Alliance française d'Odessa une Table ronde consacrée au 250e anniversaire de la naissance du Duc, organisée par les professeurs de l'Université Metchnikov, a eu lieu[5],[6]